# Караимская кухня

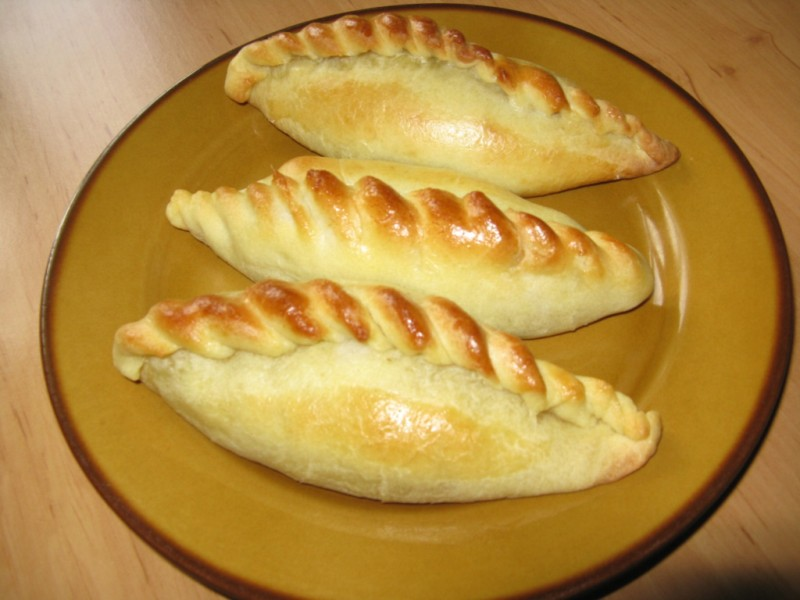
Кибинай – пирожки в форме полумесяца, самое известное караимское блюдо

Караимская кухня — национальная кухня караимов (караев). Традиции караимской кухни восходят к хазарскому периоду (VIII—X веков). Отношение караимов к своей национальной кухне нашло отражение в пословице «еду, которую не употребляет мой отец, и я не употребляю» (на караимском — бабам ашам ашны мен де ашам).
Рецепты караимских блюд типичны для скотоводов-кочевников и земледельцев. Они передавались из поколения в поколение и дошли до наших дней. У караимов приготовление пищи всегда было в почёте. Существует даже поверье, если хозяйка часто готовит праздничные блюда и их попробует много людей, то это принесет ей счастье. Некоторые из караимских фамилий связаны с кулинарией: Экмекчи (пекарь), Пастак (кашевар).

## Особенности караимской кухни
Особенность караимской кухни состоит в употреблении разных видов баранины и сочетании их с тестом. Традиции приготовления некоторых мясных блюд нужно искать в кочевом обиходе, сырую баранью ногу привязывали к седлу, на солнце и ветре мясо вялилось, превращаясь в какач. Бараньи ноги и язычки вялили на воздухе в тени.

## Известные блюда
Наиболее известное блюдо и кулинарная визитка караимов — караимские пирожки с бараниной кибинай (эт айакълакъ). В семьях караимов используются разные рецепты этого блюда. Согласно аутентичному рецепту караимских пирожков для изготовления слоёного теста используется курдючный жир, а для начинки — рубленое сырое баранье мясо. Характерные особенности караимских пирожков — хрустящее тесто и сочная начинка. Существует даже караимская поговорка «хорошая хозяйка из теста и мяса испечёт пирожок, а плохая — из теста сделает лепёшку, а мясо поджарит» (на караимском — хатининъ онъмази унны комеч, этны кебаб этер). В богатых семьях начинку для пирожков делали только из мяса, в бедных — к мясу добавляли картофель.
К холодным закускам караимской кухни относится язма — холодный суп на кефире, в который добавляют тёртый огурец, мелко шинкованный зелёный лук, кинзу, укроп, мелко нарезанный чеснок. Язму подают к чебурекам, мантам или мясным блюдам.

## Сладости
В караимской кухне много сладостей. Караимы всегда занимались бортничеством, поэтому в рецептах сладких блюд много меда. Грецкие орехи тоже очень популярны у караимов, от варенья из зелёных орехов до главной составной части десертов.
- Кӱльче – праздничная выпечка.
- Акъалва – белая халва из сахара и орехов.
- Хамур-долма – изделия из теста и фарша; размер ― чтобы проходили сквозь перстень.
- Къаймакъ – сладкое блюдо из молочной пенки и розового варенья[3].